# HMS Gloucester (1909)
O HMS Gloucester foi um cruzador rápido operado pela Marinha Real Britânica e a segunda embarcação da Classe Town. Sua construção começou em abril de 1909 nos estaleiros da William Beardmore and Company na Escócia e foi lançado ao mar em outubro do mesmo ano, sendo comissionado na frota britânica em outubro de 1910. Seu armamento principal era composto por dois canhões de 152 milímetros e dez de 102 milímetros em montagens únicas, tinha um deslocamento carregado de mais de cinco mil toneladas e alcançava uma velocidade máxima de 25 nós.
O Gloucester teve um início de carreira tranquilo, servindo primeiro na Frota Doméstica, onde permaneceu até ser transferido para o Mar Mediterrâneo no início de 1913. A Primeira Guerra Mundial começou em agosto do ano seguinte e sua primeira ação foi perseguir os navios alemães SMS Goeben e SMS Breslau, brevemente entrando em confronto com o Breslau antes deles conseguirem fugir para o Império Otomano. Depois disso realizou patrulhas no Oceano Índico no Oceano Atlântico em busca de corsários alemães, porém só foi capaz de capturar um único navio.
O cruzador em seguida voltou para casa e foi designado para a Grande Frota. Participou no final de maio de 1916 da Batalha da Jutlândia, porém pouco fez por ter ficado do lado oposto dos navios inimigos durante a maior parte do confronto. O Gloucester foi transferido para o Mar Adriático no final do ano, onde permaneceu até o final da guerra em novembro de 1918, com exceção de um pequeno período em meados de 1917 em que voltou para o Índico. Foi colocado na reserva em 1919 e descartado em março de 1920, sendo desmontado no ano seguinte.